# محمدرضا تخت‌کشیان
محمدرضا تخت‌کشیان (زاده ۱۳۳۵ در تهران) تهیه‌کننده سینما و تلویزیون اهل ایران است.

## فیلم‌شناسی
| سال  | نام فیلم                    | عنوان فعالیت         | منابع  |
| ---- | --------------------------- | -------------------- | ------ |
| ۱۳۶۲ | دو چشم بی سو                | تهیه‌کننده            | [ ۱ ]  |
| ۱۳۷۲ | پاییز بلند                  | مجری طرح             | [ ۲ ]  |
| ۱۳۷۷ | شوکران                      | مجری طرح             | [ ۳ ]  |
| ۱۳۷۷ | شیدا (فیلم)                 | مجری طرح             | [ ۴ ]  |
| ۱۳۷۷ | کاکتوس فقط فصل ۱            | تهیه‌کننده            | ____   |
| ۱۳۷۸ | رنجر (فیلم)                 | تهیه‌کننده            | [ ۵ ]  |
| ۱۳۷۹ | آب و آتش                    | تهیه‌کننده            | [ ۶ ]  |
| ۱۳۸۰ | نامه‌های باد                 | تهیه‌کننده            | [ ۷ ]  |
| ۱۳۸۰ | من، ترانه ۱۵ سال دارم       | تهیه‌کننده - مجری طرح | [ ۸ ]  |
| ۱۳۸۰ | آرزوهای زمین                | تهیه‌کننده            | [ ۹ ]  |
| ۱۳۸۱ | گاهی به آسمان نگاه کن       | تهیه‌کننده            | [ ۱۰ ] |
| ۱۳۸۱ | دیوانه‌ای از قفس پرید        | تهیه‌کننده            | [ ۱۱ ] |
| ۱۳۸۲ | قدمگاه                      | تهیه‌کننده            | [ ۱۲ ] |
| ۱۳۸۳ | ما همه خوبیم                | تهیه‌کننده            | [ ۱۳ ] |
| ۱۳۸۳ | اسپاگتی در هشت دقیقه        | تهیه‌کننده            | [ ۱۴ ] |
| ۱۳۸۴ | کارگران مشغول کارند         | تهیه‌کننده - بازیگر   | [ ۱۵ ] |
| ۱۳۸۵ | قرارگاه مسکونی              | تهیه‌کننده            | [ ۱۶ ] |
| ۱۳۸۵ | دست‌های خالی                 | تهیه‌کننده            | [ ۱۷ ] |
| ۱۳۸۵ | چند روز بعد                 | تهیه‌کننده            | [ ۱۸ ] |
| ۱۳۸۶ | رقص پرواز                   | تهیه‌کننده            | [ ۱۹ ] |
| ۱۳۸۷ | هفت و پنج دقیقه             | تهیه‌کننده            | [ ۲۰ ] |
| ۱۳۸۷ | شکارچی                      | تهیه‌کننده            | [ ۲۱ ] |
| ۱۳۸۷ | زندگی با چشمان بسته         | تهیه‌کننده            | [ ۲۲ ] |
| ۱۳۹۰ | خوابم می‌آد                  | تهیه‌کننده            | [ ۲۳ ] |
| ۱۳۹۱ | کلاه پهلوی                  | تهیه‌کننده            | [ ۲۴ ] |
| ۱۳۹۵ | بچه‌ها نگاه می‌کنند           | تهیه‌کننده            | [ ۲۵ ] |
| ۱۳۹۵ | یتیم خانه ایران             | تهیه‌کننده            | [ ۲۶ ] |
| ۱۳۹۸ | جهان با من برقص             | تهیه‌کننده            | [ ۲۷ ] |
| ۱۳۹۸ | بوی باران                   | تهیه‌کننده            | [ ۲۸ ] |
| ۱۳۹۸ | روز بلوا                    | تهیه‌کننده            |        |
| ۱۴۰۰ | زخم کاری                    | تهیه‌کننده            | [ ۲۹ ] |
| ۱۴۰۲ | مگه تموم عمر چندتا بهاره    | تهیه‌کننده            |        |
| ۱۴۰۲ | زخم کاری؛بازگشت(زخم کاری ۲) | تهیه کنندگی          |        |
| ۱۴۰۳ | زخم کاری؛انتقام(زخم کاری ۳) | تهیه کنندگی          |        |
| ۱۴۰۳ | زخم کاری؛مجازات(زخم کاری ۴) | تهیه کنندگی          |        |

## جشنواره‌ها
- برنده دیپلم افتخار بهترین فیلم (ما همه خوبیم) در بیست و سومین دوره جشنواره فیلم فجر
- برنده یوزپلنگ نقره‌ای (ما همه خوبیم) در پنجاه و هشتمین دوره جشنواره بین‌المللی فیلم لوکارنو
- برنده جایزه هیئت داوران بین المذاهب (من، ترانه ۱۵ سال دارم) در دوازدهمین دوره جشنواره فیلم بریسین
- برنده تقدیرنامه نتپک (نامه‌های باد) در دوازدهمین دوره جشنواره فیلم بریسین
- برنده جایزه بهترین فیلم از نگاه تماشاگران (من، ترانه ۱۵ سال دارم) در سیزدهمین دوره جشنواره فیلم‌های ایرانی در مرکز فیلم جین سیسکل شیکاگو
- برنده جایزه Fipresci (من، ترانه ۱۵ سال دارم) در سی و یکمین دوره جشنواره فیلم بلگراد
- برنده جایزه فیپرشی (من، ترانه ۱۵ سال دارم) در چهل و سومین دوره جشنواره فیلم تسالوینکی
- برنده جایزه تماشاگران (من، ترانه ۱۵ سال دارم) در چهاردهمین دوره جشنواره فیلم رن
- برنده جایزه شهر رن (من، ترانه ۱۵ سال دارم) در چهاردهمین دوره جشنواره رن
- برنده جایزه ویژه هیئت داوران (من، ترانه ۱۵ سال دارم) در پنجاه و پنجمین دوره جشنواره بین‌المللی فیلم لوکارنو
- برنده سیمرغ بلورین بهترین فیلم (دیوانه‌ای از قفس پرید) در بیست و یکمین دوره جشنواره فیلم فجر